# Lübbert Ybele Theodoor Westra
Lübbert Ybele Theodoor Westra (1932 ) es un botánico, explorador neerlandés. Ha realizado extensas expediciones botánicas en Países Bajos, EE. UU., Guyana Francesa, Surinam, Brasil. Pertenece al personal científico de la Universidad de Utrecht

## Algunas publicaciones

### Libros
- l.y.t. Westra, j. koek-Noorman. 2004. Wood Atlas of the Euphorbiaceae S.l. Ed. IAWA, 110 pp. ISBN 9071236609, ISBN 9789071236600

- p.j.m. Maas, l.y.t. Westra. 1993. Neotropical Plant Families. Ed. Koeltz Scientific Books, Königstein, Alemania, 289 pp.

- ---------------, -----------------. 1992. Flora neotropica : monograph. 57. Rollinia. ISSN 0071-5794 Ed. New York Bot. Garden, 49 pp. ISBN 0893273708, ISBN 9780893273705

- l. y. t. Westra, d. l. utrecht Spellman, j. d. Dwyer, g. Davidse. 1975. A list of the Monocotyledoneae of Belize, including an historical introduction to plant collecting in Belize. Rhodora 77: 105-140

- La abreviatura «Westra» se emplea para indicar a Lübbert Ybele Theodoor Westra como autoridad en la descripción y clasificación científica de los vegetales.[3]